# Land- und Stadtgericht Guttstadt
Das Land- und Stadtgericht Guttstadt war von 1822 bis 1849 ein preußisches Land- und Stadtgericht mit Sitz in Guttstadt.

## Geschichte
Das Land- und Stadtgericht Gilgenburg wurde 1822 aus dem Stadtgericht Guttstadt und Teilen der Justizämter Wormditt, Seeburg, Wartenburg und Allenstein gebildet. Es war ein Gericht 2. Klasse im Sprengel des Oberlandesgerichts Königsberg.
1837 umfasste der Gerichtsbezirk die Stadt Guttstadt mit 1120 Gerichtseingesessenen und 35 Ortschaften mit 8945 Gerichtseingesessenen (zusammen also 12.194 Gerichtseingesessene). Am Gericht waren ein Stadt- und Landrichter, ein Assessor und drei weitere Mitarbeiter beschäftigt.
Nach der Märzrevolution wurden 1849 einheitlich Kreisgerichte gebildet. In Guttstadt wurde dabei die Gerichtskommission Guttstadt des Kreisgerichts Heilsberg geschaffen.

## Richter
- Carl Ferdinand Johannes Hahn